# Монс, Анна Ивановна
А́нна Ива́новна Монс, Анна-Маргрета фон Монсон, «Монсиха», Кукуйская царица (нем. Anna Mons; 26 января 1672 или 1675, Москва — 15 августа 1714, там же) — фаворитка Петра I в течение более десяти лет (с 1691 или 1692 года) до 1704 года.

## Биография
Родилась и жила в Немецкой слободе под Москвой. Младшая дочь немецкого уроженца, золотых дел мастера (по другим известиям — виноторговца) Иоганна Георга Монса (варианты фамилии — Монет, Мунет, Монсиана), уроженца города Миндена (Везер) и его жены Матрёны (Модесты или Матильды) Ефимовны Могерфляйш (Могрелис; 1653 — 04.10.1717). Иоганн-Георг был сыном обер-вахмистра кавалерии Тиллемана Монса и Маргариты Роббен. Родился он в Вестфалии, в 1657—1659 гг. обучался бочарному ремеслу в Вормсе. Во 2-й половине XVII в. Иоганн-Георг приехал с семьёй в Россию и поселился в Москве. В семье было ещё трое детей: Матрёна (Модеста), Виллим и Филимон.
К 1690 г. отец Анны имел собственный дом и входил в круг зажиточных лиц Немецкой слободы (20 июня и 22 октября 1691 г. на пиру в его доме присутствовал царь Пётр I). После его смерти вдове за долги пришлось отдать мельницу и лавку, но дом с «аустерией» (гостиницей) остался за семьёй.
Анна познакомилась с царём около 1690 года при содействии Лефорта. По мнению некоторых исследователей, до того, как она стала фавориткой Петра в 1692, Монс состояла в связи с Лефортом. (Сам царь также был в связи с её подругой Еленой Фадемрех). Портретов Анны Монс не сохранилось, современники отмечали её редкостную красоту.
Государь очень был к ней привязан и не только сослал свою жену Евдокию в Суздальский Покровский монастырь, но и думал жениться на Монс. В день своего возвращения из Великого Посольства (25.8.1698) Пётр I посетил её дом, а уже 3 сентября сослал свою супругу в Суздальский Покровский монастырь.
«Анна Монс — иноземка, дочь виноторговца — девушка, из любви к которой Пётр особенно усердно поворачивал старую Русь лицом к Западу и поворачивал так круто, что Россия доселе остаётся немножко кривошейкою» (Д. Л. Мордовцев.  «Идеалисты и реалисты», 1878)
Царь щедро одаривал её подарками (например, миниатюрный портрет государя, украшенный алмазами на сумму в 1 тыс. руб.); каменный дом в два этажа и 8 окон, построенный на казённые деньги в Немецкой слободе вблизи «новой» лютеранской кирхи. Пётр I платил Анне и её матери ежегодный пансион в 708 руб., а в январе 1703 пожаловал ей в качестве вотчины часть Дудинской волости в Козельском уезде с деревнями (295 дворов). Анна была заботливой хозяйкой, много занималась посадками и взращиванием урожаев, её называют «первой идейной дачницей на Руси».
С 1703 Пётр стал открыто жить с Анной в её доме. Крестив ребёнка датского посланника, он попросил, чтобы она была крёстной матерью.

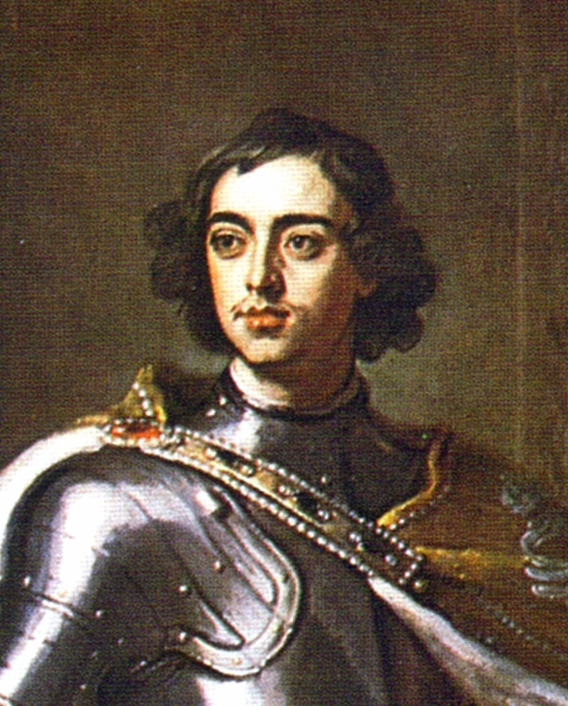
Пётр в 1698 году. (Г. Кнеллер)

Из-за своей национальности, склонности брать взятки, а также обвинений, что она — причина ссылки Евдокии и ссоры царя с царевичем Алексеем, вызывала большую нелюбовь москвичей. По названию Немецкой слободы (Кукую) получила прозвище Кукуйской царицы. По свидетельству историка Петра I Гюйсена, «даже в присутственных местах было принято за правило: если мадам или мадемуазель Монсен имели дело и тяжбы собственные или друзей своих, то должно оказывать им всякое содействие. Они этим снисхождением так широко пользовались, что принялись за ходатайства по делам внешней торговли и употребляли для того понятых и стряпчих».
Сохранились письма Анны к Петру I, которые она писала на немецком, реже — голландском, (русские письма под диктовку писал секретарь). О. Лебедева, проанализировавшая её письма к Петру, пришла к выводу, что в посланиях за 10 лет нет ни одного слова о любви. Франц Вильбуа пишет, что Пётр «непременно женился бы на Анне Монс, если бы эта иностранка искренне ответила на ту сильную любовь, которую питал к ней царь. Но она, хотя и оказывала ему свою благосклонность, не проявляла нежности к этому государю. Более того, есть тайные сведения, что она питала к нему отвращение, которое не в силах была скрыть. Государь несколько раз это замечал и поэтому её оставил, хотя и с очень большим сожалением. Но его любовница, вследствие особенностей своего характера, казалось, очень легко утешилась».

### Опала
11 апреля 1703 года, в день пиршества в Шлиссельбурге по случаю окончания ремонта яхты, в Неве утонул саксонский посланник Ф. Кенигсек (труп был найден только осенью). В его вещах нашли любовные письма от Анны и её медальон. Эти письма относились к периоду 5-летней давности, когда Пётр на полгода уехал в Великое Посольство. В 1704 году последовал разрыв с государем: Монс подверглась строгому домашнему аресту под надзором Ромодановского. В 1705 году начинается сближение царя с Мартой Скавронской.
Лишь в апреле 1706 года ей было дозволено посещать лютеранскую церковь (государь «дал позволение Монше и ея сестре Балкше в кирху ездить»). Тогда же Анна была обвинена в ворожбе, направленной на возвращение к ней государя; было арестовано до 30 человек; дом был конфискован в казну, движимое имущество и драгоценности оставлены (дело было прекращено в 1707).
Старания прусского посланника Георга-Иоанна фон Кейзерлинга, который способствовал снятию ареста, получить от царя разрешение жениться на Монс долго оставались безуспешными. Ещё в 1704 году его ходатайство через Меншикова вызывает оскорбления.
Из письма Кейзерлинга к своему государю:

Ваше королевское величество соблаговолит припомнить то, что почти всюду рассказывали в искажённом виде обо мне и некоей девице Монс, из Москвы — говорят, что она любовница царя. (…) Когда же я обратился к царю с моей просьбой, царь, лукавым образом предупреждённый князем Меншиковым, отвечал сам, что он воспитывал девицу Монс для себя, с искренним намерением жениться на ней, но так как она мною прельщена и развращена, то он ни о ней, ни о её родственниках ничего ни слышать, ни знать не хочет. Я возражал с подобающим смирением, что его царское величество напрасно негодует на девицу Монс и на меня, что если она виновата, то лишь в том, что, по совету самого же князя Меншикова, обратилась к его посредничеству, исходатайствовать у его царского величества всемилостивейшее разрешение на бракосочетание со мной; но ни она, ни я, мы никогда не осмелились бы предпринять что-либо противное желанию его царского величества, что я готов подтвердить моей честью и жизнью. Князь Меншиков вдруг неожиданно выразил своё мнение, что девица Монс действительно подлая, публичная женщина, с которой он сам развратничал столько же, сколько и я. (…) Тут я, вероятно, выхватил бы свою шпагу, но у меня её отняли незаметно в толпе, а также удалили мою прислугу; это меня взбесило и послужило поводом к сильнейшей перебранке с князем Меншиковым. (…) Затем вошёл его царское величество; за ним посылал князь Меншиков. Оба они, несмотря на то, что Шафиров бросился к ним и именем Бога умолял не оскорблять меня, напали с самыми жёсткими словами, и вытолкнули меня не только из комнаты, но даже вниз по лестнице, через всю площадь. (Люблин, 1707 года, 11-го июля н. ст.)

Описанные побои посла вызвали дипломатический скандал. Посол вызвал Меншикова на дуэль. Чтобы погасить скандал, виноватыми объявили гвардейцев, стоявших в тот день в карауле, и приговорили их к казни. Прусский король Фридрих I способствовал их помилованию.
Свадьба состоялась лишь 18 июня 1711 года, но уже 6 сентября (по другим данным — 11 декабря) Кейзерлинг по дороге в Берлин скоропостижно скончался по неизвестной причине, оставив вдову в Москве. На протяжении трёх лет она вела тяжбу за курляндское имение мужа и вещи, находившиеся при нём (в том числе «алмазный портрет» Петра I) со старшим братом покойного — ландмаршалом прусского двора. В марте 1714 эта тяжба завершилась в её пользу; Анна возвратила себе собственные вещи, в том числе портрет Петра, и даже добилась записи на себя курляндского имения супруга.
15 августа 1714 года Анна Монс умерла от скоротечной чахотки. Похоронена на евангелическо-лютеранском кладбище. Её последним известным возлюбленным, с которым она была обручена («сговорена»), был пленный шведский капитан Карл-Иоганн фон Миллер, которого она одаривала ценными подарками и завещала почти всё состояние (5740 руб). Мать, брат и сестра Анны вели затем по этому поводу с Миллером судебные разбирательства, которые увенчались их успехом, так как Виллим был видным офицером, а Матрёна — фрейлиной.

## Семья Анны
Судьба её детей неизвестна. Традиционно считается, что у неё было двое детей от законного мужа Кейзерлинга (скончавшегося через несколько месяцев после свадьбы, то есть дети либо были «привенчанными», либо посмертными, либо их вообще не было). В её завещании они не упомянуты.
Брат Анны, Виллим Монс, по ходатайству фон Кейзерлинга попавший на русскую военную службу, впоследствии стал фаворитом императрицы Екатерины, что весьма расстроило скончавшегося вскоре после этого царя. В 1724 году Монс кончил жизнь на плахе «за экономические преступления».
Старшая сестра Анны Матрёна Монс была статс-дамой Екатерины I и являлась супругой Ф. Н. Балка (будущего губернатора Москвы), поэтому носила прозвище «Балкша». По делу брата её приговорили к публичному наказанию кнутом на Сенатской площади, после чего направили по этапу в Тобольск, в ссылку. Также осуждены были Егор Столетов и шут Иван Балакирев. Но спустя два месяца царь умер, и Екатерина I по вступлении на престол немедленно реабилитировала жертв репрессий своего супруга. «Ради поминовения блаженной и вечно достойной памяти» императорского величества покойного брата и «для своего многолетнего здравия» она повелела вернуть с дороги в Сибирь Матрёну Балк и «быть ей в Москве». Вернули и сосланных на военную службу в Персию её сыновей (в том числе 12-летнего Петра), вернув им чины и награды.
Дочерью Балкши была Наталья Лопухина, придворная дама Елизаветы Петровны, битая по её приказу кнутом и сосланная в Сибирь.
При императорском дворе Монсы пытались возводить своё происхождение к французским дворянам Моэнс де ла Круа.

## Легенды
Согласно романтической легенде, царь познакомился с ней не в 1690-х гг. в Немецкой слободе, а раньше: будто бы в 1689 г. она приняла большое участие в спасении царя во время бунта стрельцов, когда Пётр в одном исподнем поскакал спасаться в Троицкую лавру. Говорили, что она предупредила монарха о грозящей опасности и даже последовала за ним в монастырь.

## В культуре
Литература:
- В классической литературе: А. Толстой, «Пётр Первый»
- Исторический роман: А. Красницкий, «Пётр и Анна»
- Любовный роман: Е. Арсеньева, «Сердечко моё (Анна Монс)»

Кинематограф:
- «В начале славных дел» — актриса Ульрике Кунце
- «Пётр Великий» (1986) — Рене Саутендейк

## Адреса
- Согласно легенде, имя Анны Монс связывается с палатами XVII века (Дом Вандергульстов) в московской Немецкой слободе (Старокирочный переулок, д. 6 / Бауманская улица, д. 53 стр. 8)[13].